# 汪肇龍
汪 肇龍（おう ちょうりゅう、1722年 - 1780年）は、中国清朝中期の篆刻家である。新安印派の程邃 ・巴慰祖・胡唐らと「歙四家」と称揚される。名の肇龍は肇漋とも署す。字は稚川、号は松麓。徽州府歙県の人。
程芝華の『古蝸篆居印述』（1824年）に巴慰祖とともに模刻がある。